# Héliure de disodium
L'héliure de disodium est un composé chimique du sodium et de l'hélium, de formule Na2He. D'abord prédit théoriquement à l'aide du code USPEX, ce composé est synthétisé dans une cellule à enclumes de diamant en 2016 et sa découverte annoncée en 2017,.
Qualifié d'héliure de disodium, Na2He est en fait un électrure, dont la formule peut être écrite (Na+)2He(2e−) où (2e−) est un doublet électronique (deux électrons appariés, de spins opposés). Il cristallise dans le système cubique.

## Formation
Na2He peut être formé au-dessus d'une pression de 113 GPa et à une température supérieure à 1 500 K par réaction entre du sodium et de l'hélium : 
2 Na + He → Na2He.
À ces ordres de grandeur de température et de pression, Na2He se sépare du milieu réactionnel constitué de sodium et d'hélium liquides en cristallisant.

## Propriétés
Na2He n'est pas un composé d'inclusion mais un électrure stable à partir de 113 GPa. Parmi les métaux alcalins sans considération du francium, seuls le lithium et le sodium devraient former des électrures avec l'hélium. À haute pression le sodium est le plus réactif de ces métaux et réagit ainsi plus facilement avec l'hélium : aucun composé stable d'hélium et de potassium, rubidium ou césium ne devrait exister en dessous de 1 000 GPa et un de lithium devrait exister uniquement à partir de 780 GPa.

## Cristallographie
La structure cristalline de Na2He est analogue à celle de la fluorine CaF2 (He jouant le rôle de Ca et Na celui de F) :
- la maille conventionnelle est une maille cubique à faces centrées comptant pour 4 mailles élémentaires : (Na+)8He4(2e−)4 ;
- les atomes d'hélium sont situés aux sommets du cube et aux milieux des faces[a] ;
- les ions Na+ sont situés aux sites tétraédriques de l'empilement d'atomes He (c'est-à-dire, décalés d'un quart de diagonale par rapport aux atomes d'hélium)[b] ;
- les doublets électroniques (2e−) sont situés au centre et aux milieux des arêtes[c].